# Syndicat des conducteurs de locomotive allemands
Pour les articles homonymes, voir GDL.

La Gewerkschaft Deutscher Lokomotivführer (GDL - Syndicat des conducteurs de train allemands) est la principale organisation syndicale des conducteurs de locomotives en Allemagne. Elle est membre de la DBB Beamtenbund und Tarifunion. Le siège de la GDL est à Francfort.

## Historique
La GDL fut fondée en 1863, sous le nom de Verein Deutscher Lokomotivführer (VDL - Union des conducteurs de locomotives allemands), ce qui en fait le plus vieux syndicat allemand encore en activité. Elle fut interdite par le régime nazi en 1937 et refondée en 1946. Elle fut aussi le premier syndicat à se refonder comme syndicat libre dans les nouveaux Länder en 1990.